# Samoczynne hamowanie pociągu

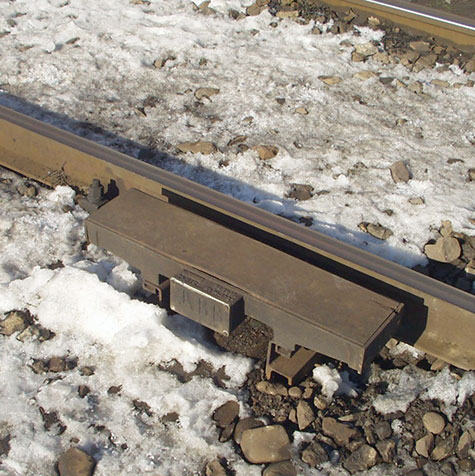
Rezonátor SHP

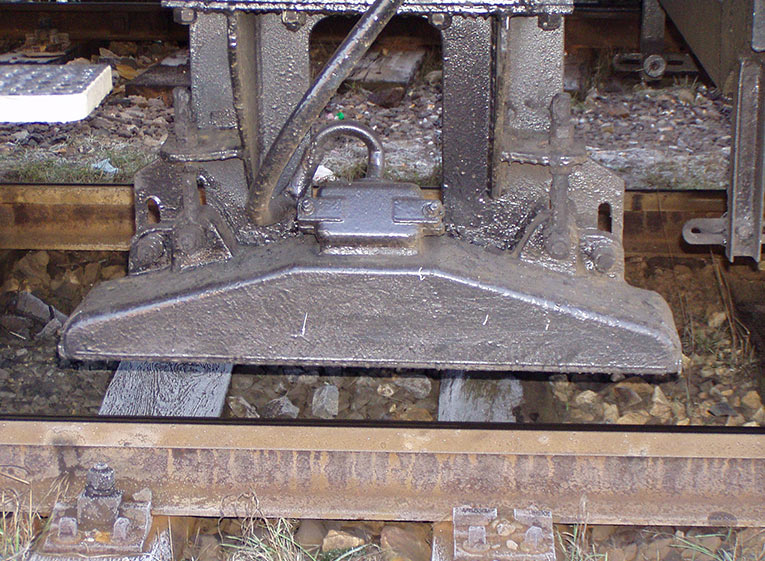
Vozidlový snímač SHP

Samoczynne hamowanie pociągu, zkráceně SHP, je polský vlakový zabezpečovač. Slouží pouze k označení polohy návěstidel, nikoli k přenosu návěstí.

## Popis zařízení
Zařízení SHP se skládá z části kolejové a části vozidlové:
- Kolejovou část tvoří elektromagnetický rezonátor umístěný vně koleje u pravé kolejnice ve směru jízdy ve vzdálenosti 200 m před předvěstí nebo vjezdovým, odjezdovým či skupinovým návěstidlem.
- Vozidlovou část tvoří především generátor SHP na stanovišti strojvedoucího a snímač umístěný na podvozku.

## Popis funkce
Vozidlový generátor pracuje na frekvenci 1000 Hz. Při průjezdu nad kolejovým rezonátorem vznikne impuls, na jehož základě dostane strojvedoucí optický a poté i akustický signál. Pokud do 4 sekund neobslouží tlačítko bdělosti, dojde k samočinnému zabrzdění vlaku.